# Симитлийско македонско благотворително братство
Симитлийско македонско благотворително братство „Независима Македония“ е организация на бежанците от областта Македония, установили се в Симитли.

## История
На 17 март 1924 година е учредено братството и си избира ръководство в състав Георги Хаджиевтимов (председател), Христо П. Козов (подпредседател), К. Илиев (секретар), Д. Шойлеков (касиер) и членове Георги Делев и Симеон Евтимов. В контролната комислия влизат Лазар Кльонков, Тодор Хаджикостадинов и Мишо Сандев.